# Ломидзе, Леван
Леван Ломидзе (груз. ლევანი ლომიძე; 30 июня 1964, Тбилиси) — советский, грузинский и российский гитарист-виртуоз, певец, автор песен. Основатель и лидер группы Blues Cousins.

## Биография
Музыкант родился в Тбилиси в семье учительницы и инженера. Родители мечтали, чтобы сын стал врачом и старались дать сыну только самое лучшее – знание языков, искусства, точных наук.
В детстве учился в музыкальной школе по классу фортепиано.
В 1975 году, в возрасте 11 лет, побывал на концерте Би Би Кинга в Тбилисской филармонии. Во время выступления Леван поймал именной медиатор, который Маэстро бросил в зрительный зал. По словам музыканта «B.B.King, его музыка, перевернула моё сознание».
Позднее начал играть на гитаре, которую подарил отец. Как вспоминает сам Леван Ломидзе, их группу курировал Вахтанг Кикабидзе и даже брал с собой в концертные туры. Он просвещал и подталкивал ребят к самосовершенствованию.
"И с этими идеями я создал группу. Со мной целых восемь лет играл на барабанах сын Вахтанга Кикабидзе. Это мой ближайший друг, мы жили по соседству. Нас было тогда трое друзей и мы вместе сделали группу. Мы сделали группу и репетировали прямо в кабинете Кикабидзе. Он подарил нам первые барабаны. И потом он нас взял в филармонию и мы два года ездили с концертами. Как бы на разогреве в первом отделении перед выступлением Вахтанга Кикабидзе. И мы играли блюз с элементами фолка."

## Творческий путь
Музыкант считает, что его грузинские корни благотворно повлияли на его будущую профессию.
"- Я благодарен своим корням в первую очередь за триоль. Потому что блюз – это триольная музыка, и грузинские, да и просто восточные песни очень легко ложатся на блюзовый ритм. Могу сказать, что ритмика блюза для меня по-настоящему родная. И, конечно, в Грузии все поют. Я тоже пел  пять лет в хоре института. Нас было 100 человек, мы исполняли народные песни, ездили на гастроли в Румынию, Болгарию. Но все-таки я никогда не считал себя вокалистом. Блюз в этом плане очень демократичный. Нет жестких претензий. Если у исполнителя отличный вокал - хорошо. Но если голос не очень – можно компенсировать гитарной игрой."
После перестройки, к 2000-м годам, Леван уехал в Гамбург вместе со своей группой Blues Cousins. А немного позже был приглашен во Францию выступить в рамках фестиваля Blues Sur Seine. На этом фестивале Леван был награжден призом симпатии зрителей, а Blues Cousins названа лучшей среди 57 групп. После успеха ребятам предложили совершить гастрольный тур по городам Франции. В это же время вышла первая зарубежная пластинка Ломидзе, и следом состоялся тур по странам Европы: Югославии, Чехии, Польше, Германии.
Музыканты всюду выступали успешно, и в 2002 году был подписан долгосрочный контракт с Вашингтонским Блюзовым сообществом, о проведении 5 туров по США, включая выступления на двенадцати самых престижных блюз фестивалях Америки. В общей сложности было проведено более 100 концертов.
Летом 2004 года Blues Cousins совершили трехмесячный тур по США, в рамках которого выступили в качестве хедлайнера на фестивалях: Mountbaker Blues Fest, Rockcut Blues Fest, Kettle River Blues Fest, Pig Out Blues Fest.
В 2004 году вышел первый диск русской блюзовой команды в Америке "Alive in the USA", созданный с лейблом Jazz Stream Records. С тех пор несколько недель в году Леван обязательно выступает в Соединенных Штатах, где у него есть множество благодарных поклонников.
Леван три года был арт-директором знаменитого суздальского блюз-фестиваля Total Flame, постоянно выступает в клубах и филармониях, в своей музыке прекрасно сочетает народные грузинские мелодии с блюзовым ритмом. Ломидзе живет в Москве, признан лучшим российским блюзовым музыкантом, награжден мэром столицы за активное участие в акции «Рок против наркотиков".
Дмитрий Малолетов написал о нём в 2008 году:

Сложилось такое мнение, что настоящий блюзовый музыкант должен быть нищим, несчастным, вечно пьяным и петь о потерянной любви к своей «бэ-э-эйби». Но стоит увидеть Левана Ломидзе, подъезжающего к клубу на белоснежной BMW, не курящего и не принимающего перед концертом даже пиво, как вышеперечисленные ассоциации, связанные с блюзом, рушатся прямо на глазах. Сейчас на живые концерты, где звучит блюз и рок-н-ролл, ходит очень солидная публика, и концерты проходят не только в пивных клубах, но и в престижных заведениях. Можно сказать, что данный формат стал достаточно элитным, как джаз и классика, и поэтому блюзовые музыканты соответствуют своей публике, как в манере поведения, так и в образе жизни.

## Личная жизнь
О своей личной жизни музыкант предпочитает не распространяться.
Является отцом троих детей. 

## Дискография
Blues Cousins
- 1996 — Blues cousins
- 2001 — Hoochie Coochie Man
- 2002 — Moscow Boogie
- 2003 — Live 2003
- 2003 — Дождь
- 2004 — Live at Sunbanks blues festival
- 2007 — The Best
- 2011 — KGB Blues